# Florian Gallenberger
Florian Gallenberger est un réalisateur allemand né à Munich le 23 février 1972.

## Biographie
Il s´est fait connaître avec son film Quiero ser (Je veux être : deux frères orphelins luttent pour survivre dans les rues de Mexico) pour lequel il a reçu l'Oscar du meilleur court métrage en prises de vues réelles en 2000.
En 2004, il réalise Schatten der Zeit (Shadows Of Time, Ombres du temps), un mélodrame dans la tradition du cinéma indien réalisé en Inde (Prix du meilleur film européen au Festival international du film d'amour 2006).

## Filmographie

### Courts métrages
- 1993 : Mysterium einer Notdurftanstalt
- 1997 : Tango Berlin
- 1997 : Hure
- 2000 : Quiero ser (I want to be...)

### Longs métrages
- 2001 : Honolulu
- 2004 : Schatten der Zeit
- 2009 : John Rabe, le juste de Nankin (John Rabe)
- 2015 : Colonia
- 2020 : Der Überläufer